# Sean Fitzpatrick
Pour les articles homonymes, voir Fitzpatrick.

a Compétitions nationales et continentales officielles uniquement.

b Matchs officiels uniquement.
Dernière mise à jour le 16 janvier 2010.
Sean Brian Thomas Fitzpatrick, né le 4 juin 1963 à Auckland (Nouvelle-Zélande), est un joueur de rugby à XV néo-zélandais, évoluant au poste de talonneur. International All Blacks depuis 1986, il remporte la première édition de la coupe du monde, en 1987. Il participe aux deux éditions suivantes, en 1991 où la Nouvelle-Zélande termine troisième, et en 1995 où la sélection dont il est capitaine depuis 1992 s'incline en finale face à l'Afrique du Sud. Il remporte les deux premières éditions du Tri-nations et termine sa carrière avec All Blacks en 1997 avec un total de 92 tests matchs, dont 51 en tant que capitaine, et 55 points, douze essais. Avec la franchise des Auckland Blues, il remporte deux Super 12 avant de mettre un terme à sa carrière de joueur.

## Biographie
Fils de Brian Fitzpatrick, un ancien All Black de 1951 à 1954, Sean baigne très tôt dans la culture All Black et il commence à jouer au rugby au Sacred Heart College. Après des débuts internationaux le 28 juin 1986 contre la France (18-9), il est sélectionné dans le groupe de la Coupe du monde de rugby à XV 1987 comme remplaçant d'Andy Dalton, alors désigné capitaine. Mais celui-ci se blesse, permettant à Sean Fitzpatrick de saisir sa chance et de devenir le talonneur des All Blacks qui triomphent en finale contre les Français à Auckland. Mobile et habile pour un joueur à ce poste, il est également craint et respecté pour ses qualités de combattant.
Bien que grandissimes favoris à leur propre succession, les All Blacks échouent contre les Australiens en demi-finale de la coupe du monde 1991. Cette défaite est vécue comme un déshonneur en Nouvelle-Zélande. Fitzpatrick devient alors capitaine en 1992. Son premier grand challenge à ce poste se présente avec la tournée des Lions en 1993. La série est gagnée 2 à 1 par les Blacks mais, la même année, ils cèdent la Bledisloe Cup à l'Australie en perdant la série 2 à 1.
De nouveau favoris de la coupe du monde 1995, les Néo-zélandais, dominateurs jusque-là et en particulier en demi-finale contre les Anglais, échouent devant les Sud-africains. Cette défaite est d'autant plus dure à accepter que la plupart des joueurs sont touchés par une intoxication alimentaire juste avant la finale et que les rumeurs de tricheries ont vite circulé.
En 1996, il est toujours capitaine lorsque les Blacks gagnent pour la première fois de l'histoire une série de tournée en Afrique du Sud par trois victoires à une. De plus, ils gagnent le premier Tri-nations, avec quatre victoires en quatre matchs contre les Wallabies et les Springboks. Il prend sa retraite internationale en 1997, après une deuxième victoire dans le Tri-nations et un dernier match remporté au pays de Galles.
Avec sa province des Auckland Blues, Sean Fitzpatrick gagne également les deux premiers Super 12 en  1996 et 1997. Depuis mai 2016, Sean Fitzpatrick est vice-président et académicien de la fondation Laureus Sport for Good.

## Statistiques

### En équipe nationale
De 1986 à 1997, Sean Fitzpatrick compte 92 sélections avec les All-Blacks, inscrivant 55 points. Avec les Kiwis, il dispute trois Coupe du monde en 1987, 1991 et 1995. Il participe à deux éditions du Tri-nations en 1996 et 1997,.

## Palmarès

### En club
- Vainqueur du Super 12 avec les Auckland Blues en 1996 et 1997

### En équipe nationale
- Vainqueur de la Coupe du monde de rugby 1987 en Nouvelle-Zélande
- Finaliste de la Coupe du monde de rugby 1995 en Afrique du Sud
- Troisième de la Coupe du monde de rugby 1991 en Grande-Bretagne et France
- Vainqueur du Tri Nations en 1996 et 1997